# سيروس كهوري نجاد
سيروس كهوري نجاد ممثل إيراني من مواليد سنة 1963 من مدينة أردبيل الإيرانية. حاصل على بكالوريوس في اللغة الإنجليزية والأدب الإنجليزي من جامعه طهران. كما حصل على الماجستير فرع المسرح في المملكة المتحدة.
بدأ مشواره الفني سنة 1975. اشتهر بدور نيمي سابو في مسلسل يوسف الصديق، وبدور فتاح (رجل تابع لحرملة بن كاهل) في مسلسل المختار الثقفي.

## الملاحظات
1. ↑  لفظ اسمه هو سيروس كهوري نژاد